# Мала Вас (Добреполє)
Мала Вас (словен. Mala vas) — поселення в общині Добреполє, Осреднєсловенський регіон, Словенія. 
Висота над рівнем моря: 440,3 м.